# Gaston (cratère)
Pour les articles homonymes, voir Gaston.
Gaston est un petit cratère d'impact lunaire situé sur de la face visible de la Lune. Il se situe juste à côté du Rupes Boris ainsi qu'au nord du cratère Boris. Il s'agit d'un tout petit cratère de deux kilomètres de diamètre seulement. À l'est, se trouve le cratère Delisle. 
En 1979, l'Union astronomique internationale lui a attribué le prénom français Gaston.